# Aulander
Aulander é uma cidade  localizada no estado norte-americano de Carolina do Norte, no Condado de Bertie.

## Demografia
Segundo o censo norte-americano de 2000, a sua população era de 888 habitantes.
Em 2006, foi estimada uma população de 874, um decréscimo de 14 (-1.6%).

## Geografia
De acordo com o United States Census Bureau, a localidade tem uma área de 3,8 km², dos quais 3,8 km² cobertos por terra e 0,0 km² cobertos por água. Aulander localiza-se a aproximadamente 19 m acima do nível do mar.

## Localidades na vizinhança
O diagrama seguinte representa as localidades num raio de 16 km ao redor de Aulander.